# Koreaanse fluithaas
De Koreaanse fluithaas (Ochotona coreana) is een zoogdier uit de familie van de fluithazen (Ochotonidae). De soort komt voor in de bergachtige noordelijke regio's van Noord-Korea en delen van het Changbaigebergte in de Chinese provincie Jilin.
De soort heeft een IUCN-status van onzeker gekregen, aangezien er weinig over bekend is. Veel van zijn gedrag en ecologie wordt verondersteld vergelijkbaar te zijn met de nauw verwante noordelijke fluithaas.
De wetenschappelijke naam van de Koreaanse fluithaas werd voor het eerst geldig gepubliceerd door Joel Asaph Allen en Roy Chapman Andrews in 1913. Later beschouwden wetenschappers het als een ondersoort van de noordelijke fluithaas, O. hyperborea coreana. Een herziening van de moleculaire biologie van Ochotona in 2014 leidde ertoe dat het opnieuw als een onafhankelijke soort werd beschouwd.
Altaifluithaas (O. alpina) · Ochotona argentata · Ochotona cansus · Alaskafluithaas (O. collaris) · Ochotona coreana · Zwartlipfluithaas (O. curzoniae) · Daurische fluithaas (O. dauurica) · Chinese rode fluithaas (O. erythrotis) · Ochotona flatcalvariam · Forrest's fluithaas (O. forresti) · Ochotona hoffmanni · Ochotona huanglongensis · Noordelijke fluithaas (O. hyperborea) · Ili fluithaas (O. iliensis) · Koslov's fluithaas (O. koslowi) · Ladak fluithaas (O. ladacensis) · Grootoorfluithaas (O. macrotis) · Ochotona mantchurica · Ochotona nubrica · Ochotona opaca · Mongoolse fluithaas (O. pallasi) · Noord-Amerikaanse fluithaas (O. princeps) · Dwergfluithaas (O. pusilla) · Ochotona qionglaiensis · Himalayafluithaas (O. roylei) · Perzische fluithaas (O. rufescens) · Rode fluithaas (O. rutila) · Ochotona sacraria · Ochotona sikimaria · Ochotona syrinx · Tibetaanse fluithaas (O. thibetana) · Ochotona thomasi · Ochotona turuchanensis · Ochotona vizier